# XXV Reunião Ordinária do Conselho do Mercado Comum
A XXV Reunião Ordinária do Conselho do Mercado Comum ocorreu em dezembro de 2003, na cidade de Montevidéu.

## Participantes
Representando os estados-membros
- Luiz Inácio Lula da Silva
- Néstor Kirchner
- Jorge Batlle
- Nicanor Duarte

## Decisões
A reunião produziu 26 decisões.